# Swartzia robiniifolia
Espèce
Statut de conservation UICN

 EN B1+2c : En danger
Swartzia robiniifolia est une espèce de plantes à fleurs de la famille des Fabaceae.

## Publication originale
- Linnaea 11: 171. 1837.